# Vazrik Bazil

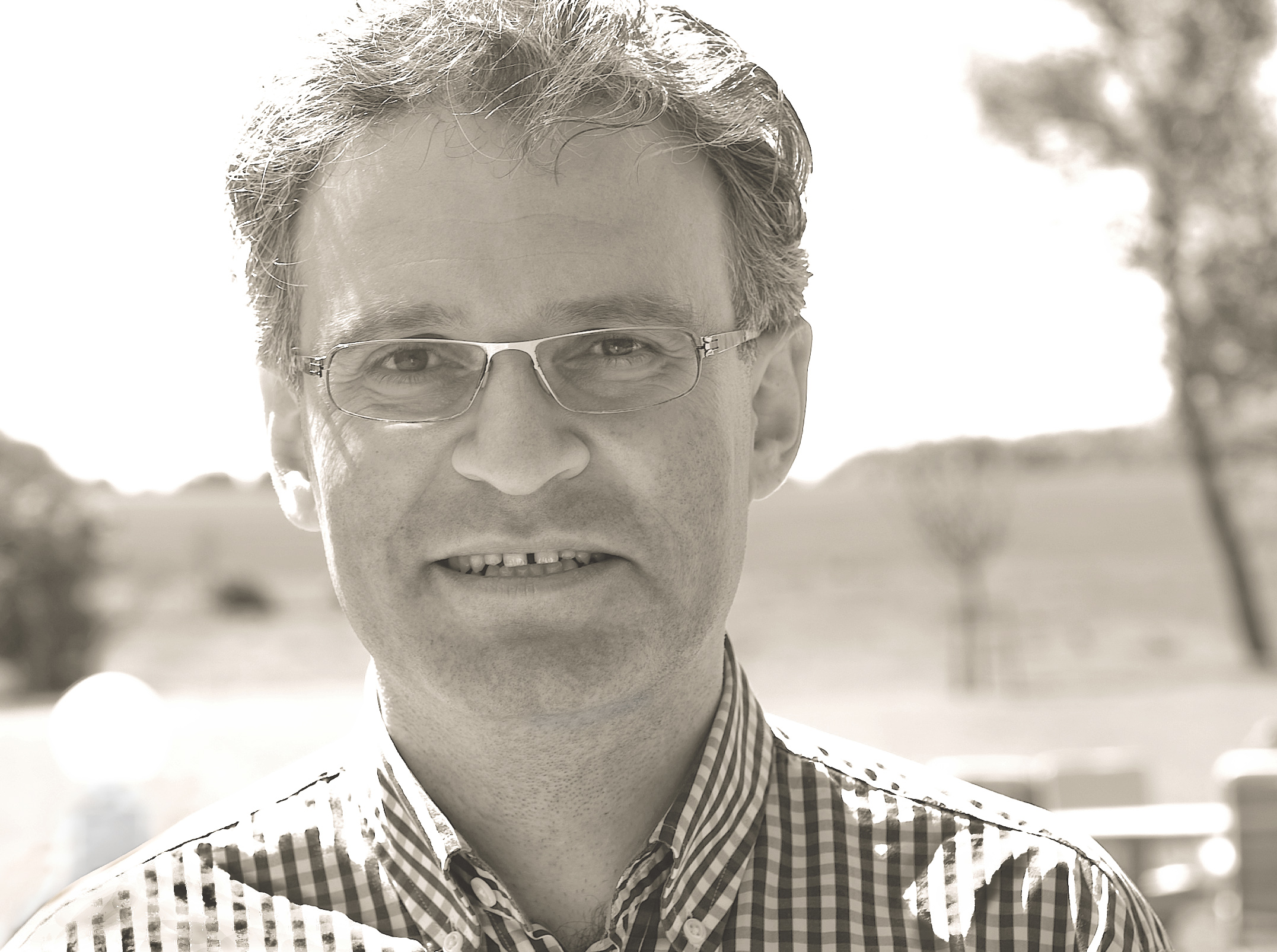
Vazrik Bazil

Vazrik Bazil (* 1966) ist ein deutscher Autor, Kommunikationsberater, Publizist, Dozent und Redenschreiber armenischer Abstammung. Von 2010 bis 2016 war er Präsident des Verbandes der Redenschreiber deutscher Sprache (VRdS).

## Leben
Vazrik Bazil studierte an der Päpstlichen Universität Gregoriana in Rom, der Ludwig-Maximilians-Universität in München und der Hochschule für Philosophie München. Des Weiteren bildete er sich an der Bayerischen Akademie für Werbung und Marketing (BAW) in München weiter. 
Bazil war Redakteur bei Radio Free Europe/Radio Liberty und von 2003 bis 2005 Referent im Deutschen Bundestag. Er schrieb Reden für Unternehmer, Verbandsleiter und Politiker.
Ferner ist Vazrik Bazil als Vortragsredner tätig.
Er war Gründungsmitglied des Verbandes der Redenschreiber deutscher Sprache und Gründer der DPRG-Landesgruppe Sachsen-Anhalt sowie DPRG-Jurymitglied für den Deutschen PR-Preis. Er war Referent an und später Geschäftsführer der Mesrop-Arbeitsstelle für Armenische Studien an der Stiftung Leucorea (Lutherstadt Wittenberg).

## Werke (Auszug)

### Bücher
- Vazrik Bazil, André Petras: Wie die Marke zur Zielgruppe kommt. Optimale Kundenansprache mit Semiometrie. Gabler, 2008, ISBN 978-3-8349-0596-3
- Vazrik Bazil, Roland Wöller: Rede als Führungsinstrument. Wirtschaftsrhetorik für Manager – ein Leitfaden. Gabler, 2008, ISBN 978-3-8349-0684-7
- Vazrik Bazil: Impression Management. Sprachliche Strategien für Reden und Vorträge. Gabler, 2005, ISBN 3-409-12740-2

### Beiträge in Sammelbänden und Fachzeitschriften
- Vazrik Bazil: Testimonianza: Il messaggio immutabile. In: Communicazione, 8/1991
- Vazrik Bazil: Für Rede – gegen Rhetorik. In: Pressesprecher, Juni 2004, 38–40
- Vazrik Bazil, Manfred Piwinger: Verhaltensregeln als Selbstdarstellungsregeln. Die Vorläufer des Impression Managements. In: Kommunikationsmanagement. Luchterhand, 3.42, 2006
- Vazrik Bazil, Roland Wöller: Wirtschaftsrhetorik. Perspektiven und Bausteine. In: Kommunikationsmanagement, Luchterhand, 5.26, 2006
- Vazrik Bazil: Sprache schafft Mehrwert. In: Kommunikationsmanager, III, 2006, S. 74–77
- Vazrik Bazil, Manfred Piwinger: ’Das hab' ich nicht so gemeint’. Rechtfertigungsrituale als kommunikative Kunstform. In: Kommunikationsmanagement, Luchterhand, 8.17, 2006
- Vazrik Bazil, Manfred Piwinger: Aktionen und Reaktionen. Über den Umgang mit Gerüchten. In: Handbuch Kommunikationsmanagement. Luchterhand, 2.20, 2006
- Vazrik Bazil, Manfred Piwinger: Labeling als Instrument des Impression Management. Die Macht des Namens. In: Kommunikationsmanagement, Luchterhand, 1.36, 2007
- Vazrik Bazil: Redemanagement. In: Handbuch Unternehmenskommunikation. Wiesbaden, 2007
- Vazrik Bazil: Welchen Raum braucht das Denken. In: Welchen Raum braucht das Denken. Preisfrage der Berlin-Brandenburgischen Akademie der Wissenschaften. 2008. Berlin, 2009, S. 157–169
- Vazrik Bazil: Politische Sprache: Zeichen und Zunge der Macht (online). In: Aus Politik und Zeitgeschichte. 08/2010
- Vazrik Bazil, Manfred Piwinger: Witz und Humor in der Kommunikation. In: Kommunikationsmanagement. Luchterhand, 5.59, 2012
- Vazrik Bazil: Humor ist eine ernste Sache (online). Pressesprecher – Magazin für Kommunikation, 7. August 2015

### Belletristik
- Auf kläglichen Straßen. Gedichte. Mirabilis, 2014, ISBN 978-3981492583
- Gedichte. In: Une anthologie de la poésie arménienne contemporaine. 2006, Marseille.
- Gedichte. In: Die Horen, Nr. 160, 1990